# European Parliamentary Forum for Sexual and Reproductive Rights
 (juin 2025).
La mise en forme du texte ne suit pas les recommandations de Wikipédia : il faut le « wikifier ».
Les points d'amélioration suivants sont les cas les plus fréquents :
- Les titres sont pré-formatés par le logiciel. Ils ne sont ni en capitales, ni en gras.
- Le texte ne doit pas être écrit en capitales (les noms de famille non plus), ni en gras, ni en italique, ni en « petit »…
- Le gras n'est utilisé que pour surligner le titre de l'article dans l'introduction, une seule fois.
- L'italique est rarement utilisé : mots en langue étrangère, titres d'œuvres, noms de bateaux, etc.
- Les citations ne sont pas en italique mais en corps de texte normal. Elles sont entourées par des guillemets français : « et ».
- Les listes à puces sont à éviter, des paragraphes rédigés étant largement préférés. Les tableaux sont à réserver à la présentation de données structurées (résultats, etc.).
- Les appels de note de bas de page (petits chiffres en exposant, introduits par l'outil «  Source ») sont à placer entre la fin de phrase et le point final[comme ça].
- Les liens internes (vers d'autres articles de Wikipédia) sont à choisir avec parcimonie. Créez des liens vers des articles approfondissant le sujet. Les termes génériques sans rapport avec le sujet sont à éviter, ainsi que les répétitions de liens vers un même terme.
- Les liens externes sont à placer uniquement dans une section « Liens externes », à la fin de l'article. Ces liens sont à choisir avec parcimonie suivant les règles définies. Si un lien sert de source à l'article, son insertion dans le texte est à faire par les notes de bas de page.
- La présentation des références doit suivre les conventions bibliographiques. Il est recommandé d'utiliser les modèles {{Ouvrage}}, {{Chapitre}}, {{Article}}, {{Lien web}} et/ou {{Bibliographie}}. Le mode d'édition visuel peut mettre en forme automatiquement les références.
- Insérer une infobox (cadre d'informations à droite) n'est pas obligatoire pour parachever la mise en page.

Pour une aide détaillée, merci de consulter Aide:Wikification.
Si vous pensez que ces points ont été résolus, vous pouvez retirer ce bandeau et améliorer la mise en forme d'un autre article.
L’European Parliamentary Forum for Sexual and Reproductive Rights (EPF) est un réseau de parlementaires européens engagé dans la promotion des droits sexuels et reproductifs (SDSR) en Europe et à l’international. Son secrétariat est basé à Bruxelles. L’EPF joue un rôle actif dans les institutions européennes, les enceintes internationales (ONU, OMS) et auprès des décideurs nationaux.

## Origine et évolution du nom
L’organisation a été fondée en 2000 par Neil Datta avec le soutien de la Fédération internationale pour la planification familiale (IPPF), sous le nom de Forum parlementaire européen sur la population et le développement (European Parliamentary Forum on Population and Development). Elle est enregistrée en Belgique comme AISBL (association internationale sans but lucratif) par arrêté royal en 2000.
En 2022, l’organisation change officiellement de nom pour devenir European Parliamentary Forum for Sexual and Reproductive Rights, pour refléter une réorientation vers les « droits sexuels et reproductifs » plutôt que les enjeux de population et développement.
Neil Datta, diplômé de la London School of Economics, est le fondateur et secrétaire exécutif de l’EPF depuis sa création. Il structure le réseau comme une plateforme d’influence réunissant plus de 300 parlementaires issus de 40 pays européens.

## Missions et activités
Les objectifs affichés par l’EPF sont :
- Promouvoir l’accès universel à la santé sexuelle et reproductive, y compris la contraception, l’avortement sécurisé et la prévention des IST.
- Soutenir une éducation complète à la sexualité fondée sur les droits.
- Défendre l’égalité de genre et les droits des femmes dans le monde.
- Former et mobiliser les parlementaires sur les enjeux des droits sexuels et reproductifs.
- Influencer les politiques publiques, y compris par la promotion de l’inscription du droit à l’avortement dans la Charte des droits fondamentaux de l’Union européenne[4],[5].

L’EPF organise régulièrement des conférences, des ateliers de formation et des événements parallèles aux sessions du Parlement européen et des enceintes multilatérales.

## Financement
L’EPF est financé par :
- Des fondations privées telles que la Fondation Bill & Melinda Gates et Open Society Foundations. En juin 2022, la Fondation Gates a accordé une subvention de 2 967 000 dollars à l’EPF sur quatre ans. Ce financement vise à « informer, éduquer et mobiliser » les parlementaires européens pour accroître leur soutien politique et budgétaire à la planification familiale et à la santé reproductive, maternelle, néonatale, infantile et adolescente (FP/RMNCAH), notamment en direction des pays africains à faible revenu[7]. Ce type de programme est parfois interprété comme une stratégie d’influence démographique indirecte dans les politiques de coopération internationale, lorsqu’il met l’accent sur la limitation des naissances dans les pays à forte croissance démographique.
- Des organismes publics et internationaux comme l’UNFPA, l’IPPF, l’Agence suédoise de coopération (Sida), et le gouvernement néerlandais.
- Des partenaires industriels comme Merck Sharp & Dohme (MSD), impliqué dans la production de contraceptifs et vaccins[8].

Le budget total déclaré pour l’année close la plus récente est de 2 943 239 €,.
Des observateurs ont questionné l’indépendance financière de l’organisation, soulignant son recours à des financements privés ou institutionnels liés aux politiques de santé mondiale.

## Rapports
L’EPF publie régulièrement des rapports identifiant des groupes ou personnalités qualifiés de « mouvements anti-droits », « anti-genre » ou conservateurs. Parmi les plus notables :
- Restoring the Natural Order (2018) sur les réseaux conservateurs européens.
- Tip of the Iceberg (2021) sur les financements internationaux des mouvements pro-vie.

Certains rapports publiés par l’EPF ont fait l’objet de critiques de la part de chercheurs, de journalistes et de parlementaires européens, qui ont remis en question leur méthodologie et leur objectivité. Plusieurs élus, tels que Margarita de la Pisa Carrión et Jadwiga Wiśniewska, ont regretté de ne pas avoir pu exercer un droit de réponse après avoir été nommément désignés comme « opposants aux droits reproductifs » dans ces publications,,.

## Stratégie de communication et réseau parlementaire
L’EPF anime le groupe informel MEPs for SRR (Members of European Parliament for Sexual and Reproductive Rights), qui fédère les élus européens soutenant ses positions. Ses méthodes incluent :
- Fourniture d’éléments de langage et d’amendements législatifs.
- Organisation de réunions parlementaires, visites d’étude et campagnes coordonnées avec des ONG partenaires.
- Communication offensive : l’organisation a parfois été accusée de cibler ses opposants dans ses publications, notamment via des listes nominatives.
- Diffusion de rapports relayés par des médias comme Euractiv ou OpenDemocracy.